# Franz Gämmerler
Franz Gämmerler (né en 1804, mort le 12 mars 1876) est un acteur allemand.

## Biographie
Il commence sa carrière en 1822 sur la scène du théâtre de l'Isartor à Munich sous la direction de Carl Carl (de) qui l'engage lorsqu'il s'installe et fait jouer le jeune comédien au Theater an der Wien et au Théâtre de Leopoldstadt. Il joue jusqu'à sa mort.
Pendant les vingt premières années de sa carrière, il joue les jeunes héros et amoureux puis joue des rôles adaptés à son âge. Comme Wenzel Scholz (de), il joue souvent dans les pièces de Johann Nestroy.

## Scénographie (œuvres de Johann Nestroy)
- 1832 : Der gefühlvolle Kerckermeister
- 1833 : Der Tritschtratsch
- 1835 : Weder Lorbeerbaum noch Bettelstab
- 1835 : Eulenspiegel oder Schabernack über Schabernack
- 1837 : Moppels Abentheuer
- 1838 : Gegen Torheit gibt es kein Mittel
- 1843 : Nur Ruhe!
- 1845 : Das Gewürzkrämerkleeblatt
- 1846 : Der Unbedeutende